# Campeonato Catarinense de Futebol de 2017 - Série C
A Série C do Campeonato Catarinense de Futebol de 2017 foi a 14ª edição da Terceirona do Catarinense que contou com a participação de 5 clubes.
Após empatar a primeira partida fora de casa por 2 a 2 e vencer em casa a segunda por 4 a 2, o Blumenau sagrou-se, pela primeira vez na história, Campeão da Série C do Campeonato Catarinense de Futebol.

## Equipes participantes
| Equipe      | Município   | Em 2016     | Estádio                            | Capacidade | Títulos  |
| ----------- | ----------- | ----------- | ---------------------------------- | ---------- | -------- |
| Blumenau    | Blumenau    | ---         | Complexo Esportivo Bernardo Werner | 3.624      | ---      |
| Caçador     | Caçador     | ---         | Carlos Alberto Costa Neves         | 6.500      | 1 (2012) |
| CEC/Orleans | Orleans     | 5º          | Osmundino Matheus                  | 1.100      | ---      |
| Imbituba    | Imbituba    | 3º          | Emília Mendes Rodrigues            | 3.000      | ---      |
| Porto       | Porto União | 10º Série B | Antiocho Pereira*                  | 1.100      | 1 (2008) |

* O Porto é um clube da cidade de Porto União, mas manda seus jogos em União da Vitória, no Paraná.

## Regulamento

### Turno
A 1ª Fase – turno as 5 (cinco) equipes jogarão todas entre si, os jogos de ida, conforme tabela elaborada pelo Departamento de Competições da FCF, com contagem corrida de pontos ganhos, classificando-se para a 3 ª Fase – finais, apenas a primeira colocada.

### Returno
A 2ª Fase – returno, também será disputada pelas 5 (cinco) associações, que jogarão todas entre si, somente em jogos de volta, invertendo-se apenas o mando de campo dos jogos da 1ª Fase – turno, conforme tabela elaborada pelo Departamento de Competições da FCF, com contagem corrida de pontos ganhos, classificando-se para a 3 ª Fase – finais, apenas a primeira colocada.

### Finais
A 3ª fase – final, caso venha a ser realizado, será disputada no sistema de confronto eliminatório, jogos de ida e volta. A equipe que somar mais pontos ao final dos dois jogos será campeã. Se ao final da segunda partida houver empate em número de pontos, a equipe com melhor saldo de gols na 3ª Fase será campeã. Persistindo o empate no saldo de gols haverá prorrogação de 30 minutos. Caso ao término da prorrogação as equipes terminem empatadas, a decisão do título será através da cobrança de penalidades.

### Critérios de Desempate
Ao término da Primeira Fase (Inicial) do Turno e Returno, no caso de duas ou mais equipes terminarem empatadas em número de pontos ganhos, o critério de desempate será estabelecido pelos índices técnicos abaixo mencionados na seguinte ordem:
- Maior número de vitórias;
- Maior saldo de gols;
- Maior número de gols pró;
- Confronto direto, somente no caso de empate entre duas equipes;
- Menor número de cartões vermelhos recebidos;
- Menor número de cartões amarelos recebidos;
- Sorteio.